# Đinh Nghi
Đinh Nghi (giản thể: 丁仪; phồn thể: 丁儀; bính âm: Dīng Yí; ? – 220), tự Chính Lễ (正禮), là nhà văn, quan viên dưới quyền quân phiệt Tào Tháo thời Tam Quốc trong lịch sử Trung Quốc.

## Cuộc đời
Đinh Nghi quê ở nước Bái, Dự Châu, là con trai của Đinh Xung. Đinh Xung cùng Tào Tháo là đồng hương cùng quận, lại là chỗ quen biết, tri kỷ. Năm 196, Hán Hiến Đế dời xa giá đến Lạc Dương, Đinh Xung ủng hộ Tuân Úc, Mao Giới, viết thư khuyên Tào Tháo đi nghênh đón Hiến Đế về huyện Hứa. Nhờ vậy mà được Tào Tháo tiến cử giữ chức Tư Lệ hiệu úy.
Sau khi Đinh Xung mất, Tào Tháo nghe nói Nghi có tài, định gả con gái của mình với Lưu phu nhân (sau được phong làm Công chúa Thanh Hà) cho Nghi. Tào Phi thấy Đinh Nghi gần gũi với Tào Thực, bèn nói với Tào Tháo là mắt phải Đinh Nghi bị tật (chột), "tướng mạo bất giai", khuyên Tào Tháo gả em gái cho con thứ của Hạ Hầu Uyên là Hạ Hầu Mậu. Cuối cùng, Tào Tháo nghe lời khuyên của Phi, gả con gái cho Mậu.
Sau đó, Tào Tháo vì bù đắp, bổ nhiệm Đinh Nghi giữ chức Tây tào duyện trong phủ, đích thân gặp Đinh Nghi. Tháo rất quý tài năng của Nghi, khen rằng: Đinh duyện, hiếu sĩ vậy. Dù mù cả hai mắt, cũng xứng để cưới con gái ta, huống chi mới chỉ chột? Là thằng con làm ta sai! Nhờ việc đó, Nghi biết là Tào Phi phá đám hôn sự, rất hận Phi, cùng em trai Đinh Dị giao hảo với Tào Thực. Nghi và Dị thường nói tốt về Thực trước mặt Tào Tháo, ủng hộ Thực làm thế tử. Nhưng cuối cùng, Tào Thực thất bại, Tào Phi được lập làm thế tử (217).
Đinh Nghi bấy giờ đắc thế, khiến quần thần đều sợ hãi, không dám liếc mắt. Năm 216, Thôi Diệm bị Tào Tháo bức tử, Mao Giới bị hỏi tội, đều có dính dáng tới Nghi. Từ Dịch không nghe theo lời Đinh Nghi, bị biếm khỏi Hứa Đô làm thái thú Ngụy quận. May nhờ Hoàn Giai bảo vệ mà Giới, Dịch mới không bị Nghi giết hại. Trong triều chỉ còn Đông tào duyện Hà Quỳ là còn chống đối. Thượng thư Phó Tuyển nói với Quỳ: Nghi đã hại Mao [Giới], ngài nên nhún mình trước hắn [để tránh tai vạ]. Quỳ trả lời: Làm việc bất nghĩa, chính là hại mình, sao có thể hại người! Huống hồ kẻ mang lòng nham hiểm, ở trong triều đình, sao có thể lớn mạnh!
Tháng Giêng năm 220, Tào Tháo chết, Tào Phi nối ngôi Ngụy công, chuyển Đinh Nghi làm Hữu thứ gian duyện, ép Nghi tự sát nhưng Nghi không làm được. Đến tháng 3, Phi lên làm Ngụy vương, đem chuyện cũ ra để xử trảm anh em Nghi cùng con cái. Trung lĩnh quân Hạ Hầu Thượng dập đầu xin Tào Phi tha cho Nghi nhưng bất thành.
Đương thời Tào Thực có bài thơ Lại tặng Đinh Nghi, Vương Xán. Tác phẩm Quả phụ phú được Toàn Hậu Hán văn ghi chép do vợ Đinh Nghi sáng tác.

## Tác phẩm
Đinh Nghi để lại Văn tập hai quyển, đều đã thất lạc, chỉ còn vài đoạn được chép trong Toàn Thượng cổ Tam đại Tần Hán Tam quốc Lục triều văn.

## Trong văn hóa
Trong tiểu thuyết Tam quốc diễn nghĩa, Đinh Nghi xuất hiện ở hồi 79, Đinh Nghi, cùng em trai Đinh Dị thuộc phe cánh của Tào Thực. Khi Tào Phi nên làm Ngụy công, sai sứ giả đến chất vấn việc Tào Thực không đến đưa tang Tào Tháo, Đinh Nghi nói rằng Thực xứng đáng nối ngôi. Tào Phi tức giận, sai Hứa Chử bắt Thực cùng anh em Nghi về Nghiệp Thành rồi tru di cả gia tộc họ Đinh.